# Naturschutzgebiet Entenmoor Moitin
Das Naturschutzgebiet Entenmoor Moitin ist ein Naturschutzgebiet auf dem Gemeindegebiet Carinerland in Mecklenburg-Vorpommern. Das Schutzgebiet wurde am 26. Juli 1979 ausgewiesen, im Jahr 1995 erweitert und umfasst eine Fläche von 31 Hektar. Umliegende Ort sind Alt Poorstorf, Klein Mulsow und Höltingsdorf.
Schutzziel ist der Erhalt eines überstauten Kesselmoores sowie die Pflege der angrenzenden Grünlandbereiche. Das Entenmoor stellt einen bedeutenden Lebensraum für die Vogelwelt dar. Der Gebietszustand wird als gut eingestuft. Pflegemaßnahmen, wie extensive Weidetierhaltung und Zurückschneiden der Gehölze, verhindern die Ansiedlung von Gehölzen und erhalten den Flächenzustand.
Nach EU-Recht sind die Flächen als FFH- und Vogelschutzgebiet eingestuft. Von einem Wanderweg entlang der Flächen sind Einblicke in das Naturschutzgebiet möglich.

## Geschichte und Wasserhaushalt
Die Flächen entstanden während der letzten Eiszeit als Toteisformen in einer Endmoräne. In den folgenden Jahrtausenden bildete sich ein Kesselmoor heraus, welches eine Torfmächtigkeit von bis zu sechs Metern erreichte. Im 18. Jahrhundert wurde das ursprünglich abflusslose Gebiet in Richtung Hellbach entwässert, um eine Landnutzung als Acker und Grünland zu ermöglichen, was jedoch nur eingeschränkt gelang. Zu DDR-Zeiten wurde im Jahr 1977 die Entwässerung durch Vertiefen der Gräben intensiviert, mit der Schutzgebietsausweisung dann aber eingestellt. Aktuell werden die Flächen nicht entwässert. Der Wasserstand des Sees stieg in der Vergangenheit an.

## Pflanzen- und Tierwelt
Röhrichte aus Schilf und Rohrkolben sowie Weidengebüsche säumen den See. Die Inseln sind von Großseggenrieden bestanden.
Seine hohe naturschutzfachliche Bedeutung erreicht das Gebiet durch das Vorkommen zahlreicher, zum Teil bestandsbedrohter, Vogelarten. Hervorzuheben ist eine mehrere hundert Brutpaare umfassende Lachmöwenkolonie, in deren Schutz Flussseeschwalben brüten. Regelmäßig brüten weiterhin Hauben-, Rothals- und Zwergtaucher, Graugans, Höckerschwan und Entenarten, wie Stock-, Schnatter-, Löffel-, Tafel- und Reiherente. Limikolen im Gebiet sind Kiebitz, Flussregenpfeifer, Bekassine und Rotschenkel. Zahlreiche Amphibienarten kommen vor.